# Interscope Records
Interscope Records é uma gravadora americana. Uma marca da Interscope Geffen A&M Records, sua controladora é a Universal Music Group, uma subsidiária da Vivendi SA.
A Interscope foi fundada em 1990 por Jimmy Iovine e Ted Field como uma empreendimento conjunto de US$ 20 milhões com a Atlantic Records, da Warner Music Group. Na época, diferia da maioria das gravadoras ao dar autoridade para tomada de decisões ao equipe de artista e repertório e permitindo que artistas e produtores tivessem completo controle criativo. Teve suas primeiras canções de sucesso menos de um ano após sua fundação e alcançou lucratividade em 1993. Iovine atuou como presidente e diretor executivo até maio de 2014, quando foi sucedido por John Janick.
Em 1992, a Interscope adquiriu os direitos exclusivos para comercializar e distribuir a gravadora de hardcore rap Death Row Records, cujos artistas incluíam estrelas do hip hop Tupac Shakur, Dr. Dre e Snoop Dogg, em meio a controvérsia do gangsta rap dos anos 90. Como resultado, a Time Warner, ex-proprietária da WMG, rompeu relações com a Interscope vendendo sua participação de 50% para a Field e a Iovine por US$ 115 milhões em 1995. Em 1996, 50% da marca foi adquirida pela MCA Music Entertainment Group por US$ 200 milhões.
A Interscope está sediada em Santa Monica, Califórnia. Os artistas mais vendidos da gravadora incluem Lady Gaga, U2 e Eminem.

## História

### No início
A Interscope foi fundada em 1990 por Jimmy Iovine e Ted Field com suporte fincanceiro da Atlantic Records (que foi dona de 50% das ações da empresa). Com sua criação, foi inicialmente distribuída por uma subsidiária da Atlantic Records, a East West Records America.
O primeiro lançamento sob o selo da Interscope foi do rapper latino Gerardo, que chegou ao top 5 de vendas, recebendo Disco de Ouro com "Rico Suave", na primavera de 1991. Muitos outros sucessos surgiram no ano em que o selo lançou o primeiro álbum de Marky Mark and the Funky Bunch, que recebeu Disco de Platina em 1992. Durante esse tempo, a Interscope também fechou contrato com Tupac Shakur, Primus, Limp Bizkit, No Doubt e Nine Inch Nails. Eles também lançaram o primeiro álbum de Bad4Good, Refugee, em 1992, que também foi um sucesso comercialmente.

### Hoje
Como a Interscope inicialmente criou seu nome para ser um selo de gravação de hip-hop, na metade da década de 1990 seu campo de abrangência começou a expandir-se, e consequentemente a companhia eventualmente experimentou o sucesso de alguns artistas de outros gêneros, como por exemplo o grupo de Rock Industrial Nine Inch Nails (Nothing Records), Marilyn Manson, ou a banda de Heavy Metal Black Tide. Em 1998, após a aquisição pela UMG, a PolyGram—Geffen Records e a A&M Records foram unidas à Interscope, criando a mais poderosa empresa da UMG, que é até hoje. Em 2005, a Interscope lançou um novo selo, a Cherrytree Records, para artistas emergentes, começando por The Lovemakers, de Oakland, Califórnia. Eles também estão trabalhando com Natalia Kills, Bone Thugs-n-Harmony, JoJo, Ellie Goulding, Nicole Scherzinger, Girls' Generation, Lady Gaga, Madonna, Blink 182, The Pretty Reckless, Billie Eilish e agora com as maiores revelações de 2012 Lana Del Rey, Carly Rae Jepsen e Azealia Banks. Em 2013 lançou contrato com Kendrick Lamar e em 2014 assinou contrato com a Pop-star Selena Gomez. Recentemente, assinou acordo de contrato com o rapper Rich the Kid e com a banda Thirty Seconds To Mars.

## Críticas e controvérsias

### Adiamentos de álbuns
Vários artistas criticaram a Interscope por atrasar lançamentos de álbuns. Em 2013, M.I.A. disse que seu álbum Matangi foi engavetado porque a gravadora sentiu que o álbum era "muito positivo" para seus fãs. Em 2010, a rapper Eve deixou a Interscope após um atraso de três anos de seu álbum "Lip Lock". Blink-182, All Time Low e 50 Cent também criticaram a Interscope sobre assuntos semelhantes.

### Nine Inch Nails
Em 2007, o vocalista do Nine Inch Nails, Trent Reznor criticou a Universal Music Group pelo preço inflacionado do álbum Year Zero na Austrália. Em entrevista ao "Herald Sun" em Melbourne, ele disse que um funcionário da UMG afirmou que o NIN tinha "uma audiência fiel que vai comprar qualquer coisa que nós lançarmos, então podemos cobrar mais... Os verdadeiros fãs pagarão o que for". Nine Inch Nails assinou com a Columbia Records em 2013.

### Elton John
Ao discutir seu álbum de 2006, The Captain & The Kid, com Cameron Crowe na Rolling Stone, Elton John disse: "Eu fiquei tão furioso com a Interscope Records porque eles lançaram e largaram. Eu tive reuniões no sul da França, e eu disse: 'Eu sei que este não é um álbum comercial, eu só quero que [a Interscope] faça o seu melhor', e eles soltaram com se fosse uma merda. É provavelmente por isso que eu não fiz outro álbum solo. Foi um puro desgosto".

### Kendrick Lamar e Top Dawg Entertainment
Em 15 de março de 2015, o álbum de Kendrick Lamar, To Pimp a Butterfly, foi lançado no iTunes, Spotify e Google Play oito dias antes de sua data de lançamento programada (23 de março). O CEO da Top Dawg Entertainment, Anthony Tiffith, culpou a Interscope pelo lançamento não intencional do álbum, e twittou: "Eu gostaria de agradecer pessoalmente à Interscope por estragar o nosso lançamento. Alguém tem que pagar por esse erro. #TOP!" O Tweet foi posteriormente deletado. No dia seguinte, a opção de comprar o álbum foi removida do iTunes. O álbum estreou no número um quando foi lançado oficialmente.

### Die Antwoord
Em 7 de novembro de 2011, foi relatado que o grupo sul-africano de rap Die Antwoord estava deixando a Interscope Records por causa de uma disputa com a gravadora que queria que seu segundo álbum de estúdio "Tension" fosse re-trabalhado para "públicos populares". Problemas com a Interscope surgiram quando o grupo decidiu que o single principal de seu segundo álbum seria "Fok julle naairs" (traduzido livremente para "Fodam-se fofoqueiros"). O álbum foi lançado pela Zef Recordz no início de 2012.

## Gravadoras e marcas associadas
- Aftermath Entertainment
  - Storchaveli Recordings
- Love Fist Records
- Shady Records
- Cherrytree Records
- Delicious Vinyl
- Fontana Records
- G-Unit Records
  - Infamous Records
  - Ca$hville Records
  - G-Unit West
  - G'$ Up
  - Sha Money Management
  - 150 Entertainment
  - Dumout Records
  - Shadyville Entertainment
- Star Trak Entertainment
- Weapons of Mass Entertainment
- S.O.D. Money Gang Entertainment
- Rich Forever Music